# Bartłomiej Matysiak
Bartłomiej Matysiak (Wolica, 11 settembre 1984) è un ex ciclista su strada polacco, attivo tra gli Elite dal 2006 al 2017.

## Palmarès

### Strada
- 2006 (Legia-Bazyliszek, tre vittorie)

8ª tappa FBD Insurance Rás (Westport > Clara)
2ª tappa Bałtyk-Karkonosze Tour (Lipiany > Wolsztyn)
Classifica generale Bałtyk-Karkonosze Tour
- 2008 (Legia-TV4, una vittoria)

Puchar Ministra Obrony Narodowej
- 2009 (CCC-Polsat-Polkowice, una vittoria)

6ª tappa Wyścig Solidarności i Olimpijczyków (Radomsko > Łódź)
- 2010 (CCC-Polsat-Polkowice, una vittoria)

Puchar Ministra Obrony Narodowej
- 2012 (CCC-Polsat-Polkowice, una vittoria)

2ª tappa Memoriał Józefa Grundmana
- 2013 (CCC-Polsat-Polkowice, tre vittorie)

4ª tappa Szlakiem Bursztynowym Hellena Tour (Ostrzeszów > Kalisz)
3ª tappa Tour of Estonia (Tartu > Tartu)
Puchar Ministra Obrony Narodowej
- 2014 (CCC-Polsat-Polkowice, tre vittorie)

1ª tappa Małopolski Wyścig Górski (Miechów > Trzebinia)
1ª tappa Memoriał Józefa Grundmana (Grodowice > Grodowice)
Campionati polacchi, Prova in linea Elite
- 2016 (CCC-Polsat-Polkowice, una vittoria)

2ª tappa Szlakiem Walk Majora Hubala (Poświętne > Opoczno)

#### Altri successi
- 2006 (Legia-Bazyliszek)

Classifica giovani FBD Insurance Rás
- 2007 (Legia-TV4)

Ślężański Mnich
- 2009 (CCC-Polsat-Polkowice)

1ª tappa Criterium Cuprum Cup (Polkowice)
- 2012 (CCC-Polsat-Polkowice)

Złoty Pierścień Krakowa
- 2013 (CCC-Polsat-Polkowice)

GP Dzierzoniowa
Classifica scalatori Szlakiem Grodów Piastowskich
Złoty Pierścień Krakowa

## Piazzamenti

### Grandi Giri
- Giro d'Italia

2015: 140º

### Classiche monumento
- Milano-Sanremo

2015: 88º
2016: 106º

### Competizioni mondiali
- Campionati del mondo

Salisburgo 2006 - In linea Under-23: 80º
Limburgo 2012 - Cronosquadre: 26º
Ponferrada 2014 - In linea Elite: ritirato

### Competizioni europee
- Campionati europei

Valkenburg 2006 - In linea Under-23: 56º